# تكوين مداري مشترك

نقاط طروادة هي النقاط المسماة L4 و L5، باللون الأحمر، على المسار المداري للجسم الثانوي (الأزرق)، حول الجسم الرئيسي(الأصفر).

في علم الفلك التكوين المداري المشترك هي بنية مدارية تحدد الوضع المداري لجرمين فلكين أو أكثر (مثل الكويكبات أو الأقمار أو الكواكب) التي تدور في نفس المسافة أو مسافة مماثلة جدا من الجرم الرئيسي، أي أنها في حركة رنينية مدارية متوسطة 1: 1 (أو 1: -1 إذا كانت تدور في اتجاهين متعاكسين )
هناك عدة فئات من الأجرام ذات المدارات المشتركة، تبعا لنقطة تأرجح مدارتهم. الفئة الأكثر شيوعا والأكثر شهرة هي الطروادة، التي تتأرجح حول نقطة واحدة من نقاطتي لاغرانج المستقرة (نقاط طروادة)، L4 وL5, 60° قبل وخلف الجسم الأكبر على التوالي. وهناك فئة أخرى هي مدارات حدوة الحصان،حيث تكون الأجرام في مدار ترجح حوالي 180 درجة من الجسم الأكبر. وتسمى الأجرام التي تتأرجح مدارتها حول الدرجة صفر أشباة أقمار.

## المعاملات
المعاملات المدارية المستخدمة لوصف العلاقة بين الأجرام في التكوين المداري المشترك هي خط طول فرق الحضيض ومتوسط فرق خطوط الطول. خط الطول للحضيض هو مجموع خط الطول المتوسط وزاوية وسط الشذوذ {\displaystyle ({\lambda }=\varpi +M)} وخط الطول المتوسط هو مجموع زاوية العقدة المدارية وحجة القبوة الحضيضية {\displaystyle (\varpi =\Omega +\omega )}.

## أجرام طروادة
تدور أجرام طروادة 60 درجةً أمام نقطة لاغرانج الرابعة (إل 4) أو خلف نقطة لاغرانج الخامسة (إل 5) الخاصة بجرم أكثر ضخامة، وكلاهما يدوران في مدار حول جرم مركزي أضخم. أفضل مثال معروف على ذلك هو الكويكبات التي تدور أمام أو خلف كوكب المشتري حول الشمس. لا تدور أجرام طروادة بالضبط عند إحدى نقاط لاغرانج السابق ذكرها، لكنها تظل قريبة نسبيًا منها، ويبدو أنها تدور ببطء حولها. من الناحية الفنية، فإنها تتذبذب حول ***. النقطة التي تتذبذب حولها هي نفسها، بغض النظر عن كتلتها أو اختلافها المركزي.

### كواكب طروادة الصغيرة
هناك عدة آلاف من كواكب طروادة الصغيرة المعروفة التي تدور حول الشمس. تدور معظمها بالقرب من نقاط لاغرانج الخاصة بالمشتري، وتُسمى كويكبات طروادة المشترية. اعتبارًا من عام 2015، اكتُشف 13 كويكب طروادة نبتوني، و7 كويكبات طروادة مريخية، وكويكبي طروادة أورانوسية (2011 كيو إف 99 و2014 واي إكس) وكويكب طروادة أرضي (2010 تي كاي 7).

### أقمار طروادة
يحتوي نظام كوكب زحل على مجموعتين من أقمار طروادة. يمتلك كل من تثيس وديون قمري طروادة لكل منهما، تيليستو وكاليبسو اللذان يدوران في نقطتي إل 4 وإل 5 الخاصتين بتثيس على التوالي، وهيلين وبوليديوكيس في نقطتي إل 4 وإل 5 الخاصتين بديون على التوالي.
يتميز بوليديوكيس بتذبذبه (ميسانه) الواسع: فهو يتحرك بقدر 30± درجة حول نقطة لاغرانج الخاصة به و%2± حول نصف قطره المداري المتوسط، على طول مدار حدوة حصان بفترة مدارية تبلغ 790 يومًا (288 ضعف فترته المدارية حول زحل، مثل ديون).